# Medalla del Reconeixement Francès
La Medalla del Reconeixement Francès (francès: Médaille de la Reconnaissance Française) era una condecoració francesa, creada el 13 de juliol de 1917 i atorgada per recompensar als estrangers civils o militars, les col·lectivitats franceses i estrangeres i als francesos que, degut a la guerra i durant les hostilitats, hagin acomplert accions de devoció a l'interès públic, hagi rendit serveis singulars al país, sense que aquestes accions hagin revestit un caràcter militar (decret de 14-9-1945).
El decret de creació deia que estava "destinada a testimoniar públicament la gratitud a totes aquelles iniciatives individuals o col·lectives manifestades a França, en territori aliat i al món sencer, per venir en ajut dels ferits, els malalts, les famílies de militars caiguts en combat, els mutilats, els invàlids, els orfes i a les poblacions arruïnades per la invasió (...) i les accions han de tenir un esforç personal, sostingut i voluntari, que no consisteixi en el compliment de les obligacions militars o per una simple participació ocasional en qualsevol obra de beneficència o assistència"; i estava restringida a civils.
S'atorgava en 3 classes (or, plata i bronze) 
Durant la II Guerra Mundial, el govern de Vichy (decret 11-8-1941) va permetre la seva concessió: 
- als civils francesos que, per les seves accions de coratge i devoció acomperts entre el 2 de setembre de 1939 i la data del cessament legal de les hostilitats, haguessin rendit al país serveis destacats
- les col·lectivitats franceses o estrangers, a títol excepcional
- els militares presoners, que durant el seu captiveri, hagin acomplert accions meritòries (decret d'11-4-1942)

El Govern Provisional de la República, decidí recompensar els serveis per una nominació o una promoció a l'Orde de la Legió d'Honor o per una altra condecoració, no podent ser considerats per a rebre la Medalla del Reconeixement Francès. Es podria atorgar a títol excepcional per fets a la Resistència (decret 22-11-1946).
Quedà derogada el 6 de novembre de 1958, després d'haver estat atorgada unes 15.000 vegades.

## Disseny
El primer disseny era una medalla de 30mm. A l'anvers figurava la Caritat representada per França sostenint un combatent ferit; i, al revers, apareixia la inscripció "RECONNAISSANCE FRANÇAISE" (Reconeixement francès) amb una palma a la dreta.
El segon disseny és una medalla de 32mm. A l'anvers apareix l'efígie de Marianne (símbol de França), oferint una palma; i al revers hi ha la inscripció "RECONNAISSANCE FRANÇAISE" (Reconeixement francès) al voltant d'una corona de roses, que envolten un escut amb les inicials RF.
Penja d'una cinta blanca amb una franja tricolor de 6mm (roig-blanc-blau a l'esquerra, blau-blanc-roig a la dreta) als costats.
A la classe Or hi ha una roseta sobre el galó.